# Saarijärvi (sjö i Finland, Norra Österbotten, lat 65,95, long 28,90)
Saarijärvi är en sjö i Finland. Den ligger i kommunen Kuusamo i landskapet Norra Österbotten, i den nordöstra delen av landet, 700 km norr om huvudstaden Helsingfors. Saarijärvi ligger 305,8 meter över havet. Arean är 41,6 hektar och strandlinjen är 4,04 kilometer lång. Sjön  ingår i Kems huvudavrinningsområde. 